# St. Kunibert (Gymnich)

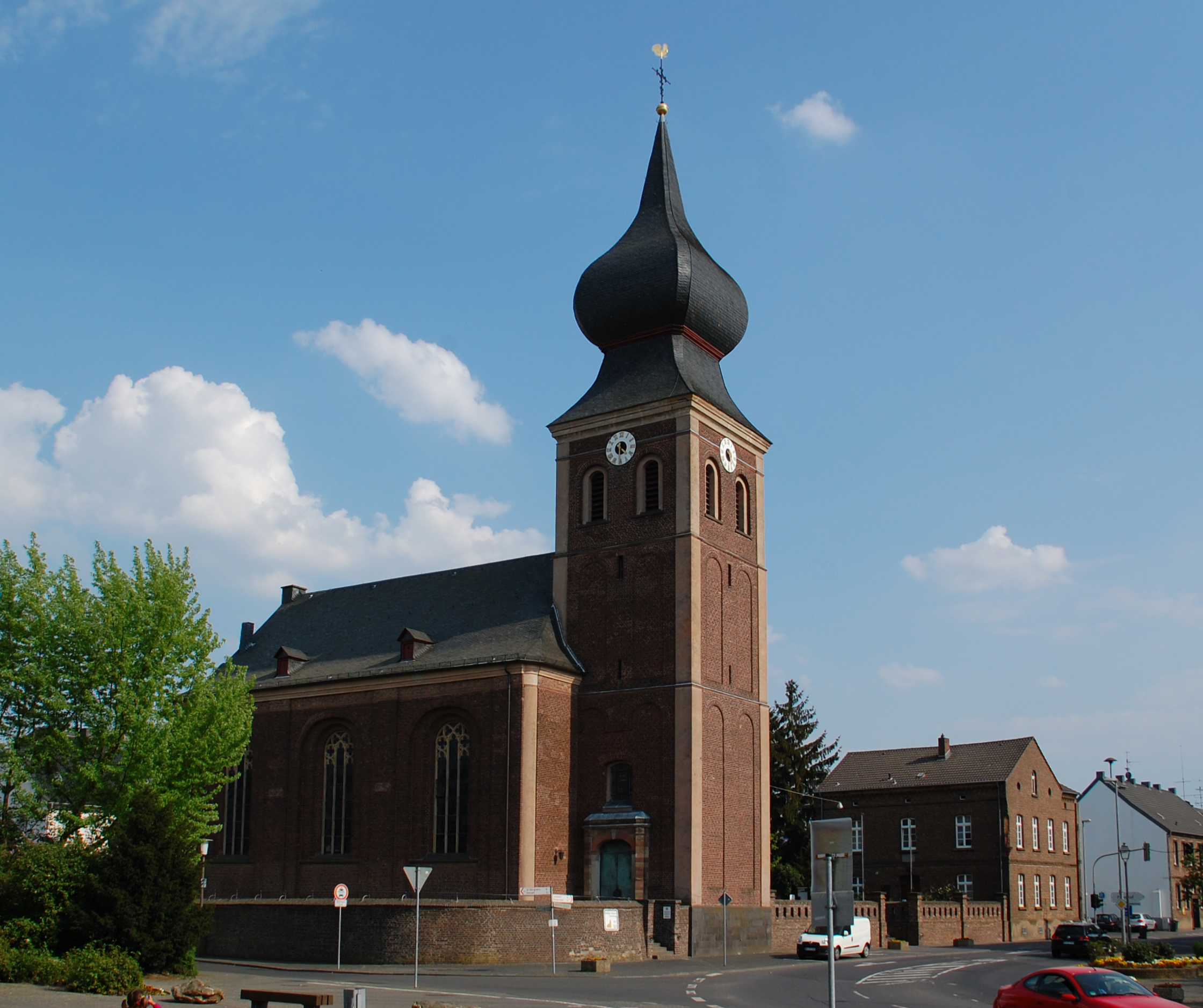
Pfarrkirche St. Kunibert

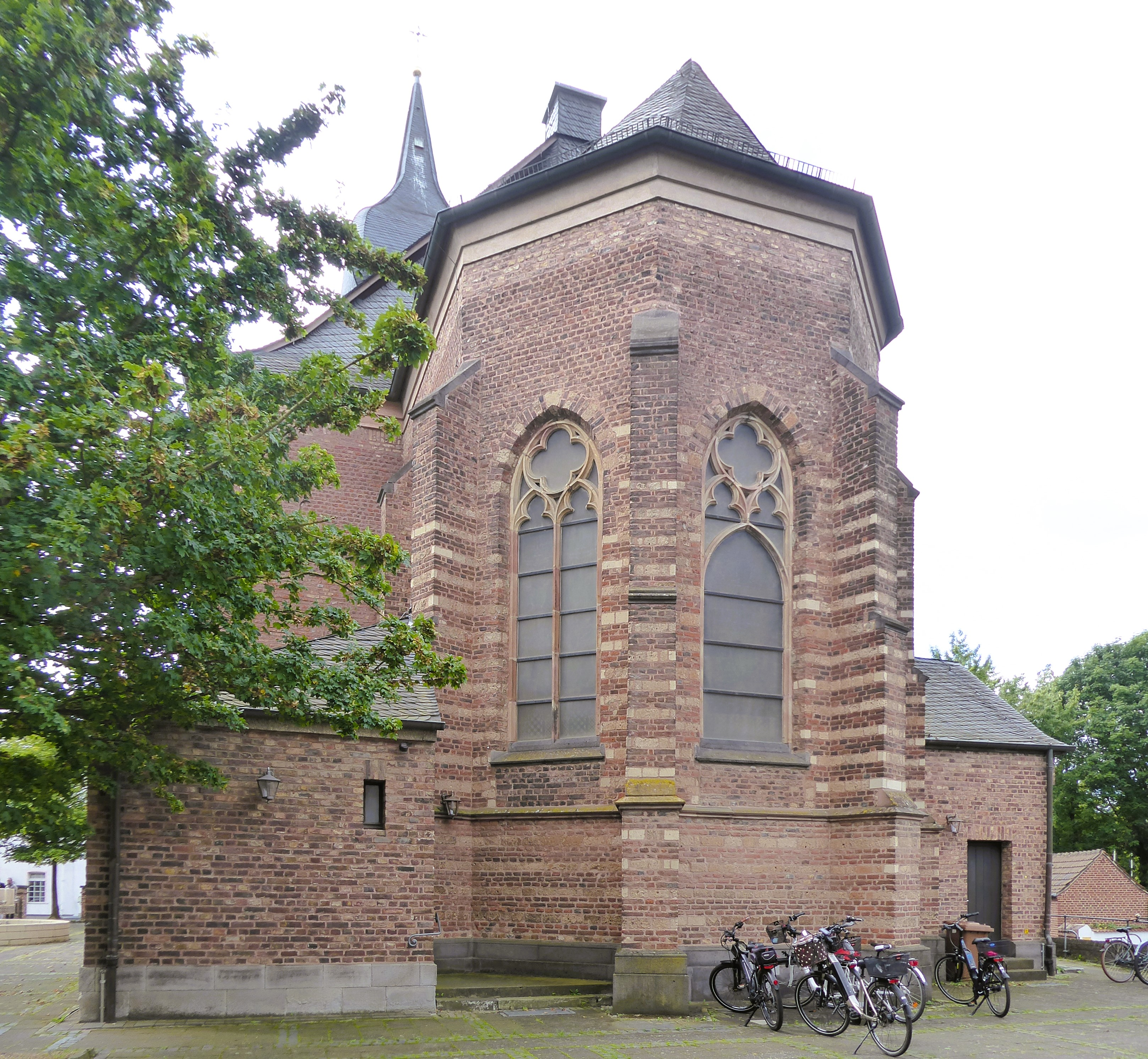
Der spätgotische Chor

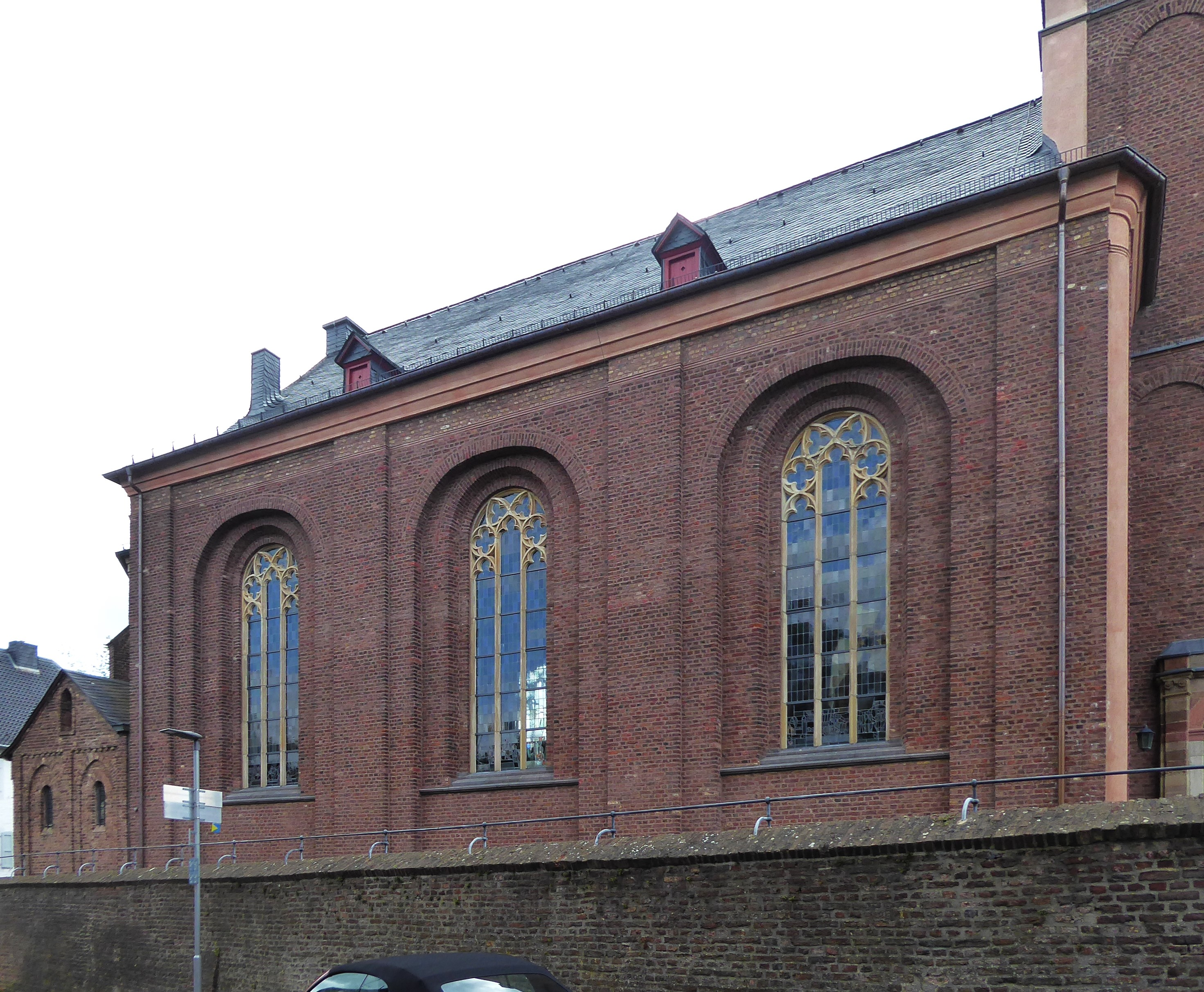
Das Langhaus von Norden

Die römisch-katholische Pfarrkirche St. Kunibert ist ein denkmalgeschütztes Kirchengebäude an der Gymnicher Hauptstraße in Gymnich, einem Stadtteil von Erftstadt im Rhein-Erft-Kreis (Nordrhein-Westfalen).

## Geschichte und Architektur
Die Pfarrkirche wurde erstmals zum Ende des 13. Jahrhunderts urkundlich erwähnt. Der Abtei Siegburg stand seit 1255 das Kollationsrecht zu. Ein spätgotischer Vorgängerbau ist belegt.
Im Jahr 1447 erhielt die Kirche eine neue Glocke. Glockengießer war Johan Brodemann aus Köln. Die übrigen drei Glocken, die Kunibertusglocke, die Matthias- und Servatiusglocke und die kleine Messglocke goss Martin Legros im Jahre 1755 im Auftrag der Kirchengemeinde. Patenschaften übernahmen die Freiherren Theodat von Gymnich und Clemens August von Gymnich sowie der Amtmann von Lechenich Ignatius Graf Wolff-Metternich zur Gracht
Der kreuzgratgewölbte Saal von drei Jochen mit einem vorgesetzten, von einer mächtigen Zwiebelhaube bekrönten Westturm, wurde von 1759 bis 1763 nach einem von L. Kees stammenden Entwurf errichtet. Das Backsteingebäude mit glatt verputzten Eckstreifen und Traufgesimsen ist schiefergedeckt. Der eingezogene Chor von einem Joch und 5/8 Schluss stammt in den unteren Teilen noch von dem spätgotischen Vorgängerbau mit einem für die Region typischen Wechsel von Backstein- und Tuffsteinbändern. Das Backsteinmauerwerk ist von Tuffbändern durchzogen. Von 1785 bis 1786 wurden seitlich Sakristeien angebaut. Das Gebäude wurde vom Ende des 19. bis zum Anfang des 20. Jahrhunderts neugotisch überformt. Dabei wurde im Chor ein Rippengewölbe eingezogen und im Schiff Maßwerkfenster eingebaut. Bei einer barockisierenden Wiederherstellung im Jahr 1953 wurde die Farbfassung des Innenraumes erneuert. Die drei Glasfenster im Chor wurden um 1882 nach Entwürfen der Spätnazarener Ernst Deger, von ihm stammt das Mittelfenster mit dem Herz-Jesu-Bild, und Franz Ittenbach angefertigt. Die Fenster wurden 1983 restauriert, Architekturteile wurden teilweise ergänzt. Der Glasmalereifries in den unteren Feldern der Fenster im Schiff zeigt den Gymnicher Ritt, eine wohl aus einer Flurprozession entstandene Bittfahrt am Himmelfahrtstag, bei der nach mündlicher Überlieferung eine durch Johann von Gymnich im Jahr 1456 im Heiligen Land erworbene Kreuzreliquie mitgeführt wird. Der Fries wurde 1953 nach einem Entwurf von F. Pauli hergestellt.

## Ausstattung
- Der barocke Hochaltaraufsatz von 1703 stammt aus der ehemaligen Augustiner-Klosterkirche in Merten. Er wurde 1962 anstelle eines neugotischen Aufsatzes von 1907 aufgebaut. Dafür musste der Fußboden abgesenkt werden. Der Holzaufbau mit gewundenen Säulen und halbrund geschlossenem Altarblatt mit der Darstellung des hl. Augustinus und einer Priorin des Klosters, bittend vor der Dreifaltigkeit. Die Farbfassung wurde erneuert.
- Die Rokoko-Seitenaltäre stammen wohl, ebenso wie die Kanzel aus der abgebrochenen Kirche St. Maria ad gradus in Köln. Die Säulenaufbauten sind aus Holz, die Nischenfiguren wurden später zugefügt. Die Farbfassung wurde erneuert.
- Die Fassung der Kanzel aus Eichenholz wurde abgelaugt. Sie wurde 1718 von J. F. van Helmont signiert und ist wohl dessen früheste selbstständige Arbeit. Im Aufbau und der vollplastischen Durchbildung des Schnitzwerkes ist der Einfluss flandrischer Prunkkanzeln aus dem Umkreis des Quellinus erkennbar. Der Korb ist mit Medaillons geschmückt, die bekrönenden Voluten auf dem Schalldeckel tragen das Herz Jesu. Die Treppe und die Rückwand wurden 1968 ergänzt. Die seitlichen Engelfiguren befinden sich nicht in ihren ursprünglichen Positionen.
- Das maßwerkverzierte, achtseitige Taufbecken steht in der Turmhalle. Es wurde 1559 aus rotem Sandstein gehauen, der Sockel und der Deckel wurden erneuert.
- Das einfache Chorgestühl ist eine Arbeit aus der Zeit um 1490.
- Die Holzskulptur des hl. Kunibert wurde um 1480 in Köln geschnitzt und später neu gefasst.
- Die Bronzetür im südlichen Turmportal wurde 1968 von Sepp Hürten geschaffen.